# Levy & Müller
Der Verlag Levy & Müller (später: Herold-Verlag) wurde 1871 in Stuttgart von Maximilian Levy und Wilhelm Müller gegründet. Anfangs ohne eine bestimmte programmatische Richtung, wandte sich der Verlag ab 1895 hauptsächlich dem Jugendbuch zu. In den Jahren zwischen 1900 und 1945 gehörte der Verlag zu den führenden Jugendschriftenverlagen im deutschen Sprachraum.

## Geschichte
Beginnend ab ca. 1926 erschien das Jugendbuchprogramm der Verlags unter dem Namen „Herold-Bücher“. 1933 wurde der Verlag, der inzwischen nur noch Jugendbücher herausgab, in Herold-Verlag umfirmiert. Wegen seiner jüdischen Wurzeln musste der Herold-Verlag 1936 von der Besitzerfamilie zwangsverkauft werden. Käufer war das Christliche Verlagshaus in Stuttgart.
Die Besitzer emigrierten 1938 bzw. 1941 in die USA.
1944 brannte der Herold-Verlag bei einem Bombenangriff auf Stuttgart fast vollständig aus. Nach dem Krieg musste das Christliche Verlagshaus den Herold-Verlag an die Besitzer zurückgeben. Da diese nicht nach Deutschland zurückkehren mochten, verkauften sie den Herold-Verlag 1951 an einen Stuttgarter Rechtsanwalt. Dieser ließ den Herold-Verlag unverändert weiterführen und es blieb bei dem reinen Jugendbuchprogramm.
1978 wurde der Herold-Verlag an den Ravensburger Verlag Otto Maier verkauft, von wo er 1980 in den Besitz der Druckerei Schwend in Fellbach nahe bei Stuttgart gelangte. 1993 wurde er erneut weiterverkauft, an die Verlagsgruppe Meisinger/Middelhauve in München. Dort existierte er nur noch als eines der zahlreichen Label der Verlagsgruppe weiter, mit Büchern vorwiegend für Kleinkinder und Vorschulalter.
Bis zum Jahre 2002 erschienen noch Bücher unter dem Label Herold. 2004 schließlich wurde die vorgenannte Münchner Verlagsgruppe vom Beltz-Verlag in Weinheim übernommen. Seither sind keine neuen Bücher mehr unter dem Namen Herold erschienen.